# Lady Fantasy
Lady Fantasy è una suite della progressive rock band inglese Camel, pubblicata sull'album Mirage nel 1974.
Scritta da Andrew Latimer, Andy Ward, Doug Ferguson e Peter Bardens, la canzone è divisa in tre parti: Encounter/Smiles for you/Lady Fantasy.